# Vašica
Vašica (cyr. Вашица) – wieś w Serbii, w Wojwodinie, w okręgu sremskim, w gminie Šid. W 2011 roku liczyła 1424 mieszkańców.